# Руенроенг, Амнат
Амнат Руенроенг (тайск. อำนาจ รื่นเริง (18 декабря 1979 в Си Рача, Таиланд) — тайский боксёр-профессионал, выступающий в наилегчайшей (Flyweight) (до 50,8 кг) весовой категории. Чемпион мира по версии IBF, 2014—2016.

## Любительская карьера
- Бронзовый призёр чемпионата мира 2007 года.
- В 2008 году на квалификационных играх победил будущего чемпиона мира в профессионалах, Казуто Иоку.
- Член Олимпийской сборной Таиланда 2008 года.
- Четвертьфиналист чемпионата мира 2009 года. Победил доминиканца, Хуана Карлоса Пайано.
- Участник Азиатских игр 2010 года. Проиграл в отборочном бою китайцу, Цзоу Шимину.

## Профессиональная карьера
21 мая 2016 года потерпел первое поражение в профи карьере. Уступил в бою реванше нокаутом в четвёртом раунде филиппинцу Джонриэлю Касимеро и потерял пояс чемпиона мира по версии IBF в легчайшем весе.

## Возвращение в любительский бокс
В 2016 году главная организация любительского бокса, AIBA внесла новые изменения в свои правила, разрешая профессиональным боксёрам участвовать в Олимпийских Играх. Несколько профессионалов решили воспользоваться этим шансом. Среди именитых были только Амнат Руенроенг и Хассан Н’Дам Н’Жикам.

### Квалификация на Олимпийские игры
Учитывая другую особенность сгонки веса, то для участия в Олимпиаде Руенроенг квалифицировался не в привычной для себя весовой категории 50,8 кг, а в весовой категории до 60 кг. В первом бою Руенроенг победил 29:28 немца Артура Бриля. В полуфинальном отборочном бою Руенроенг победил итальянца Кармине Томмассоне, который так же как и Руенроенг являлся профессиональным боксёром (с рекордом в профи 15-0). После этого Руенроенг уже заработал лицензию. и результат финала не имел значение. В финальном отборочном бою Руенроенг в связи с травмой проиграл мексиканцу Линдолфо Делгадо Гарса.